# Шайерн
Шайерн (нем. Scheyern) — община в Германии, в земле Бавария. 
Подчиняется административному округу Верхняя Бавария. Входит в состав района Пфаффенхофен-на-Ильме.  Население составляет 4555 человек (на 31 декабря 2010 года). Занимает площадь 38,28 км².

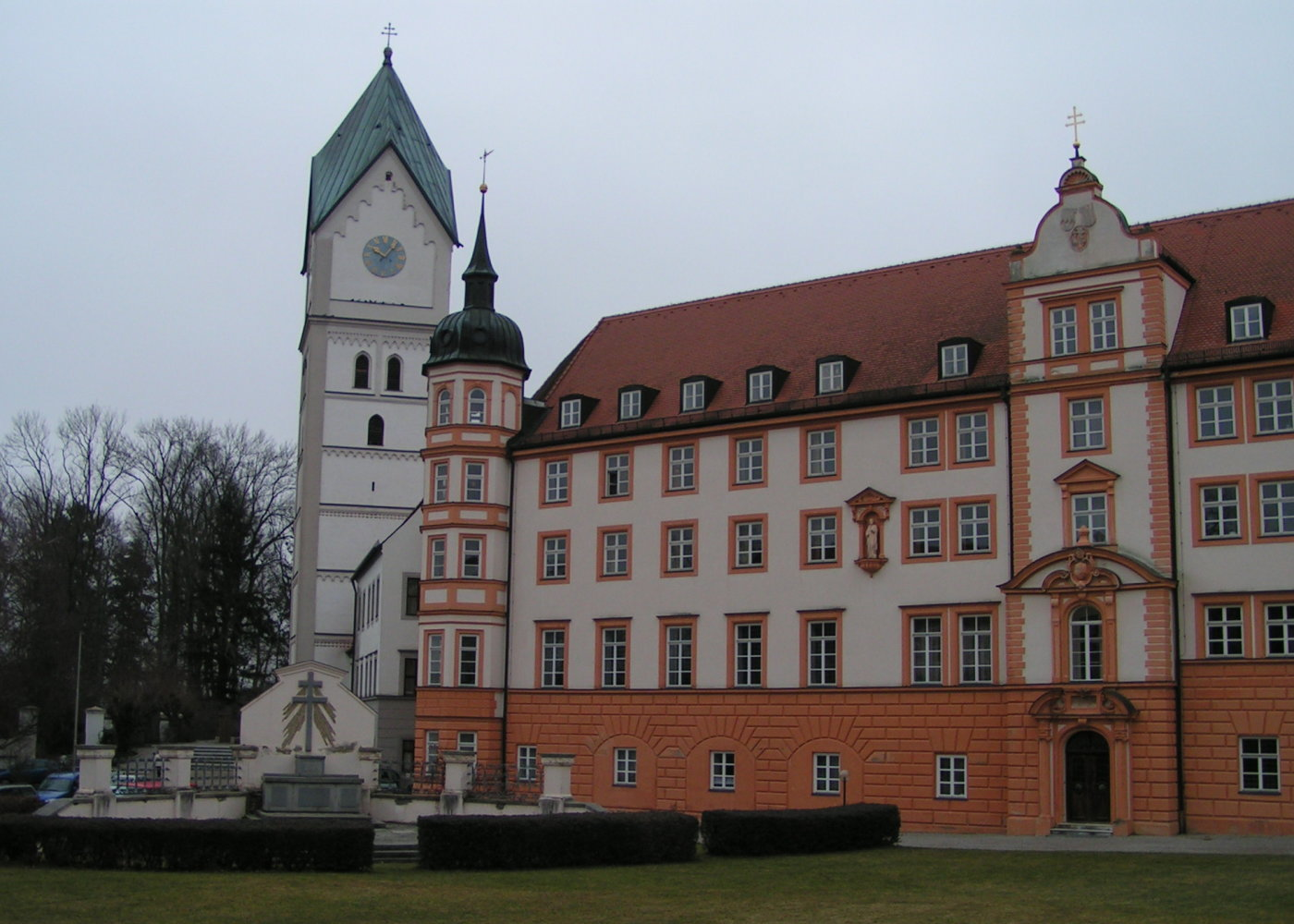
Шайерн